# Associação Desportiva Taguatinga
Associação Desportiva Taguatinga, cujo acrônimo oficial era ADT, foi uma agremiação esportiva brasileira, sediada em Taguatinga, no Distrito Federal.

## História
O clube disputou duas vezes o Campeonato Brasiliense. O clube disputou ainda o Departamento Autônomo da Federação Desportiva de Brasília em 1966.

## Estatísticas

### Participações
| Competição                | Competição             | Temporadas | Melhor campanha          | Estreia | Última | P | R |
| Distrito Federal (Brasil) | Campeonato Brasiliense | 2          | ? colocado (1959 e 1969) | 1959    | 1969   | – | – |